# A Snitch in Time
A Snitch in Time (br.: Essa não cola) é um filme estadunidense de curta metragem de 1950 do gênero comédia, dirigido por Edward Bernds. É o 128º filme de um total de 190 da série com os Três Patetas produzida pela Columbia Pictures entre 1934 e 1959.

## Enredo
Os Três Patetas são trabalhadores da Velha Loja de Móveis, a que fabrica antiguidades enquanto você espera. Eles estão preparando os móveis encomendados pela Senhorita Scudder (Jean Willes), uma atraente moça que aluga quartos em sua casa. Depois de muita confusão com cola e com uma grande serra circular, eles realizam a entrega dos móveis. A moça lhes pede que pintem de uma cor mais escura uma mesa. Enquanto fazem esse serviço (na verdade, pintando mais a si mesmos do que o móvel), dois hóspedes da senhorita Scudder assaltam uma joalheria, enquanto um terceiro os espera na casa. A senhorita Scudder descobre que eles são assaltantes e os Patetas também quando são confundidos com policiais. Há uma grande luta com os assaltantes, que acabam presos com a chegada da polícia.